# Eiertunnel w Bad Kleinen

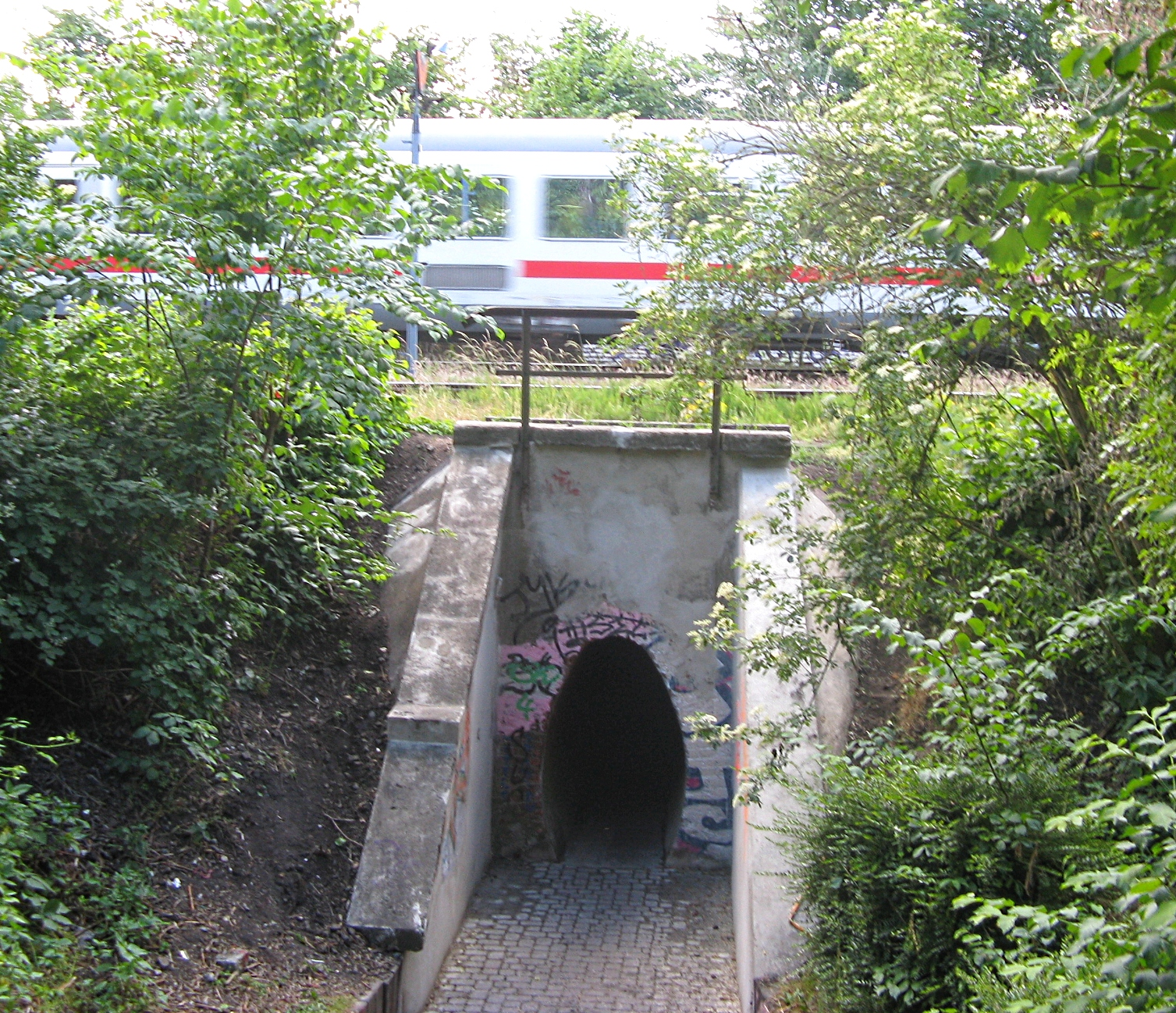
Eiertunnel widziany z kierunku parku zdrojowego w Bad Kleinen

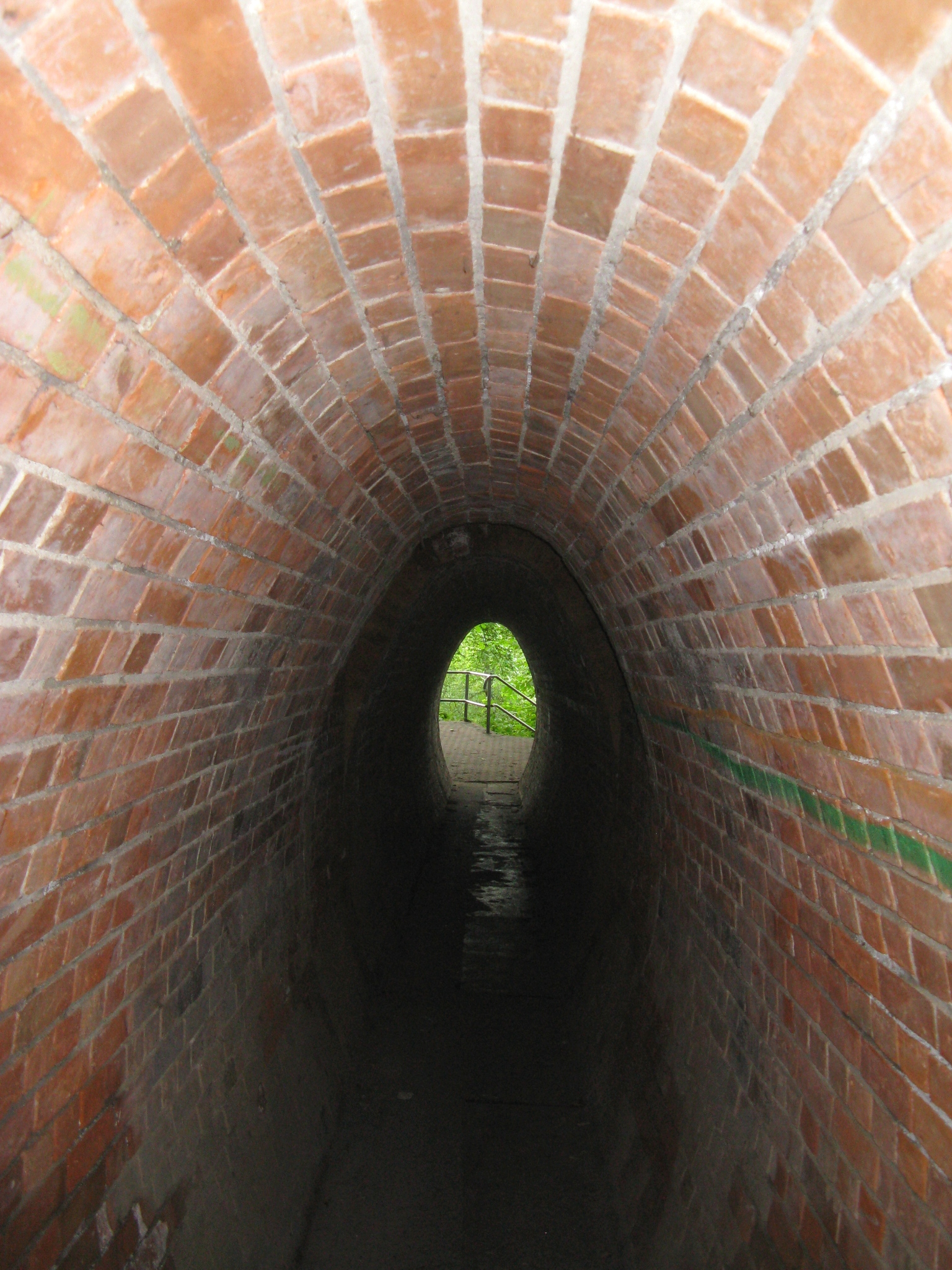
Ceglane mury we wnętrzu tunelu

Eiertunnel w Bad Kleinen (dosłownie w niem.: jajowaty tunel) – charakterystyczny tunel dla pieszych pod torami stacyjnymi w Bad Kleinen na terenie Meklemburgii-Pomorza Przedniego. Jest związany ze stacją kolejową w Bad Kleinen. Nazwa tunelu pochodzi od jajowatego kształtu tego dzieła inżynieryjnego. Tunel jest pomnikiem techniki i łączy park zdrojowy w Bad Kleinen z Jeziorem Swarzyńskim (Schwerińskim).

## Położenie
Przejście znajduje się na południowo-zachodnim krańcu miejscowości Bad Kleinen i przechodzi pod wiązką torowisk linii Schwerin – Bad Kleinen i Lubeka – Bad Kleinen. 

## Dane techniczne
Tunel ma długość 27,2 m, wysokość 205 cm i maksymalną szerokość 125 cm. Grubość cegły szalującej tunel wynosi 38 cm. Mniej więcej w środkowej części przejścia znajduje się niewielkie naświetle.

## Historia budowy i znaczenie turystyczne
Eiertunnel został zbudowany w 1896. Budowę prowadził Armin Steyerthal. Obecnie tunel, ze względu na swoje walory techniczne (niespotykana wąskość) stanowi swoistą atrakcję turystyczną Bad Kleinen i jest pomnikiem techniki. Do tunelu prowadzą drogowskazy od dworca kolejowego (możliwe dotarcie wyłącznie na piechotę; w niewielkiej odległości znajduje się specjalny parking dla turystów zmotoryzowanych).